# Helton
Pour les articles homonymes, voir Helton (homonymie).
 (août 2020).
Si vous disposez d'ouvrages ou d'articles de référence ou si vous connaissez des sites web de qualité traitant du thème abordé ici, merci de compléter l'article en donnant les références utiles à sa vérifiabilité et en les liant à la section « Notes et références ».
Helton da Silva Arruda, né le 18 mai 1978 à São Gonçalo (Rio de Janeiro), est un footballeur international brésilien reconverti entraîneur. Il a joué au poste de gardien de but de la fin des années 1990 jusqu'au début des années 2020. Il compte actuellement parmi les ambassadeurs de la Liga Portugal.

## Biographie

### Début
Avant de commencer sa carrière professionnelle avec Vasco da Gama, Helton a tenté de rejoindre les divisions jeunesse d'autres clubs comme Fluminense FC et CR Flamengo[réf. souhaitée], clubs rivaux de Vasco da Gama. Malgré sa réussite à ces tests, il n'intégra aucun de ces clubs en raison de difficultés financières personnelles et d'un accident (chute) dont il mit un an à se remettre[réf. souhaitée]. Helton intègre plus tard le club de São Cristóvão.

### Vasco da Gama
À l'âge de douze ans, Helton participe avec succès à un nouveau test et intègre les équipes de jeunes de Vasco da Gama[réf. souhaitée], où il évolue jusqu'à atteindre l'équipe professionnelle en 2000.
Sa promotion en équipe professionnelle intervient à un moment difficile pour le club qui, en raison de problèmes contractuels, vient de perdre son gardien titulaire Carlos Germano quelques semaines avant de commencer sa campagne à la première Coupe du monde des clubs de la FIFA[réf. souhaitée]. La commission technique de Vasco accorde donc sa confiance au jeune gardien, qui est convoqué à la reprise, après avoir été utilisé avec l'équipe réserve l'année précédente. Après quelques matchs amicaux en tant que titulaire, Helton s'impose comme une valeur sûre pour la Coupe du monde des clubs de la FIFA où son équipe affronte, entre autres, Manchester United et les SC Corinthians.

### União Leiria et FC Porto
Après deux ans passés à Vasco da Gama, au sein duquel ses bonnes prestations lui permettent d'être convoquer en équipe nationale pour les Jeux Olympiques de 2000, Helton quitte le club en raison de problèmes contractuels, pour la même raison que son prédécesseur, Carlos Germano[réf. souhaitée].
Il ne tarde pas à recevoir des propositions d'autres clubs brésiliens, mais finit par accepter une proposition du club portugais União de Leiria en 2002.
En 2005, il est transféré au FC Porto, où il joue plus de trois cents matchs (barre atteinte le 12 janvier 2014) et devient capitaine de l'équipe[réf. souhaitée]. 
Le 28 juin 2016, après onze saisons à défendre les couleurs des Dragons et dix-huit titres glanés, le club portugais annonce la fin du contrat le liant avec le gardien de but brésilien.
En octobre 2020, il revenu sur sa décision de retraite, et il a signé un contrat au União Leiria, pour un temps inconnu.

### Sélection brésilienne
Il a été appelé pour les Jeux Olympiques de 2000, sous les ordres de Vanderlei Luxemburgo. La campagne brésilienne est un échec[réf. souhaitée], l'équipe ne remportant même pas la médaille de bronze. Il n'est plus rappelé en sélection pendant six ans.
Le 21 septembre 2006, Dunga, sélectionneur du Brésil, le rappelle pour la Copa America 2007. Le Brésil remporte la compétition mais Helton ne dispute aucune rencontre[réf. souhaitée]. En 2009, il est sélectionné pour jouer contre la Bolivie et le Venezuela, lors des Éliminatoires de la Coupe du Monde de la FIFA 2010, mais il n'entre pas en jeu[réf. souhaitée].

### Carrière d'entraîneur
Le 12 janvier 2018, Helton est officialisé au poste d'entraîneur du SC Freamunde, évoluant en troisième division portugaise. Il quitte le club nordiste en juin, à la fin de la saison, suite à la désillusion de la relégation.

### Statistiques

#### En club
| Saison                | Club                  | Championnat            | Championnat | Championnat | Coupe nationale | Coupe nationale | Coupe de la Ligue | Coupe de la Ligue | Supercoupe | Supercoupe | Compétition(s) continentale(s) | Compétition(s) continentale(s) | Compétition(s) continentale(s) | Supercoupe UEFA | Supercoupe UEFA | Coupe du monde des clubs | Coupe du monde des clubs | Compétitions régionales | Compétitions régionales | Brésil | Brésil | Total | Total |
| Saison                | Club                  | Division               | M.          | B.          | M.              | B.              | M.                | B.                | M.         | B.         | Comp.                          | M.                             | B.                             | M.              | B.              | M.                       | B.                       | M.                      | B.                      | M.     | B.     | M.    | B.    |
| 2000                  | CR Vasco da Gama      | Série A                | 22          | 0           | 5               | 0               | -                 | -                 | -          | -          | CM                             | 11                             | 0                              | -               | -               | 4                        | 0                        | 14                      | 0                       | -      | -      | 56    | 0     |
| 2001                  | CR Vasco da Gama      | Série A                | 26          | 0           | -               | -               | -                 | -                 | -          | -          | CL+CM                          | 8+5                            | 0                              | -               | -               | -                        | -                        | 17                      | 0                       | -      | -      | 56    | 0     |
| 2002                  | CR Vasco da Gama      | Série A                | 4           | 0           | 5               | 0               | -                 | -                 | -          | -          | -                              | -                              | -                              | -               | -               | -                        | -                        | 28                      | 0                       | -      | -      | 37    | 0     |
| Sous-total            | Sous-total            | Sous-total             | 56          | 0           | 10              | 0               | 0                 | 0                 | 0          | 0          | -                              | 24                             | 0                              | 0               | 0               | 4                        | 0                        | 59                      | 0                       | 0      | 0      | 153   | 0     |
| 2002-2003             | União de Leiria       | Primeira Liga          | 9           | 0           | 3               | 0               | -                 | -                 | -          | -          | -                              | -                              | -                              | -               | -               | -                        | -                        | -                       | -                       | -      | -      | 12    | 0     |
| 2003-2004             | União de Leiria       | Primeira Liga          | 28          | 0           | 1               | 0               | -                 | -                 | 1          | 0          | C3                             | 4                              | 0                              | -               | -               | -                        | -                        | -                       | -                       | -      | -      | 34    | 0     |
| 2004-2005             | União de Leiria       | Primeira Liga          | 30          | 0           | -               | -               | -                 | -                 | -          | -          | C4                             | 6                              | 0                              | -               | -               | -                        | -                        | -                       | -                       | -      | -      | 36    | 0     |
| Sous-total            | Sous-total            | Sous-total             | 67          | 0           | 4               | 0               | 0                 | 0                 | 1          | 0          | -                              | 10                             | 0                              | 0               | 0               | 0                        | 0                        | 0                       | 0                       | 0      | 0      | 82    | 0     |
| 2005-2006             | FC Porto              | Primeira Liga          | 11          | 0           | 2               | 0               | -                 | -                 | -          | -          | -                              | -                              | -                              | -               | -               | -                        | -                        | -                       | -                       | -      | -      | 13    | 0     |
| 2006-2007             | FC Porto              | Primeira Liga          | 30          | 0           | -               | -               | -                 | -                 | 1          | 0          | C1                             | 8                              | 0                              | -               | -               | -                        | -                        | -                       | -                       | 3      | 0      | 42    | 0     |
| 2007-2008             | FC Porto              | Primeira Liga          | 25          | 0           | -               | -               | -                 | -                 | 1          | 0          | C1                             | 7                              | 0                              | -               | -               | -                        | -                        | -                       | -                       | -      | -      | 33    | 0     |
| 2008-2009             | FC Porto              | Primeira Liga          | 26          | 0           | 1               | 0               | -                 | -                 | 1          | 0          | C1                             | 9                              | 0                              | -               | -               | -                        | -                        | -                       | -                       | -      | -      | 37    | 0     |
| 2009-2010             | FC Porto              | Primeira Liga          | 24          | 0           | 1               | 0               | -                 | -                 | 1          | 0          | C1                             | 7                              | 0                              | -               | -               | -                        | -                        | -                       | -                       | -      | -      | 33    | 0     |
| 2010-2011             | FC Porto              | Primeira Liga          | 25          | 0           | 1               | 0               | 1                 | 0                 | 1          | 0          | C3                             | 16                             | 0                              | -               | -               | -                        | -                        | -                       | -                       | -      | -      | 44    | 0     |
| 2011-2012             | FC Porto              | Primeira Liga          | 29          | 0           | -               | -               | -                 | -                 | 1          | 0          | C1+C3                          | 6+2                            | 0                              | 1               | 0               | -                        | -                        | -                       | -                       | -      | -      | 39    | 0     |
| 2012-2013             | FC Porto              | Primeira Liga          | 30          | 0           | -               | -               | 1                 | 0                 | 1          | 0          | C1                             | 8                              | 0                              | -               | -               | -                        | -                        | -                       | -                       | -      | -      | 40    | 0     |
| 2013-2014             | FC Porto              | Primeira Liga          | 23          | 0           | -               | -               | -                 | -                 | 1          | 0          | C1+C3                          | 6+3                            | 0                              | -               | -               | -                        | -                        | -                       | -                       | -      | -      | 33    | 0     |
| 2014-2015             | FC Porto              | Primeira Liga          | 7           | 0           | -               | -               | 4                 | 0                 | -          | -          | -                              | -                              | -                              | -               | -               | -                        | -                        | -                       | -                       | -      | -      | 11    | 0     |
| 2015-2016             | FC Porto              | Primeira Liga          | 2           | 0           | 7               | 0               | 3                 | 0                 | -          | -          | -                              | -                              | -                              | -               | -               | -                        | -                        | -                       | -                       | -      | -      | 12    | 0     |
| Sous-total            | Sous-total            | Sous-total             | 232         | 0           | 12              | 0               | 9                 | 0                 | 8          | 0          | -                              | 72                             | 0                              | 1               | 0               | 0                        | 0                        | 0                       | 0                       | 3      | 0      | 337   | 0     |
| 2020-2021             | União de Leiria       | Campeonato de Portugal | 5           | 0           | 2               | 0               | -                 | -                 | -          | -          | -                              | -                              | -                              | -               | -               | -                        | -                        | -                       | -                       | -      | -      | 7     | 0     |
| Sous-total            | Sous-total            | Sous-total             | 5           | 0           | 2               | 0               | 0                 | 0                 | 0          | 0          | -                              | 0                              | 0                              | 0               | 0               | 0                        | 0                        | 0                       | 0                       | 0      | 0      | 7     | 0     |
| Total sur la carrière | Total sur la carrière | Total sur la carrière  | 360         | 0           | 28              | 0               | 9                 | 0                 | 9          | 0          | -                              | 106                            | 0                              | 1               | 0               | 4                        | 0                        | 59                      | 0                       | 3      | 0      | 579   | 0     |

### Palmarès
| CR Vasco da Gama (6) | União de Leiria (0)                         | FC Porto (18) | Brésil (1)                        |
| --- | ------------------------------------------- | --- | --------------------------------- |
| - Coupe du Monde des clubs - Finaliste : 2000 - Copa Mercosur - Vainqueur : 2000 - Championnat du Brésil - Champion : 2000 - Championnat de Rio de Janeiro - Champion : 1998 - Coupe Rio - Vainqueur : 2001 - Coupe Guanabara - Vainqueur : 2000 - Tournoi Rio-São Paulo - Vainqueur : 1999 | - Supercoupe du Portugal - Finaliste : 2003 | - Supercoupe d'Europe - Finaliste : 2011 - Ligue Europa - Vainqueur : 2011 - Championnat du Portugal - Champion : 2006, 2007, 2008, 2009, 2011, 2012 et 2013 - Vice-champion : 2015 et 2017 - Coupe du Portugal - Vainqueur : 2006, 2009, 2010 et 2011 - Finaliste : 2008 et 2016 - Supercoupe du Portugal - Vainqueur : 2006, 2009, 2010, 2011, 2012 et 2013 - Finaliste : 2007 et 2008 - Coupe de la Ligue - Finaliste : 2013 | - Copa América - Vainqueur : 2007 |

## Anecdote extra-sportive
Helton est également connu pour avoir un lien étroit avec le monde de la musique[réf. souhaitée], en particulier avec la samba. Il fait actuellement partie d'un groupe appelé Uzôme[réf. souhaitée].